# Mildred Pierce (televisieserie)
Mildred Pierce is een vijfdelige Amerikaanse miniserie naar het gelijknamige boek van James M. Cain. De hoofdrol wordt gespeeld door Kate Winslet. De eerste aflevering werd in de Verenigde Staten uitgezonden op HBO op 27 maart 2011. Het is de tweede adaptatie van het boek op het scherm na de film uit 1945 met Joan Crawford.
De serie kreeg 21 nominaties voor de 63e Primetime Emmy Awards. Kate Winslet won de prijs van vrouwelijke hoofdrol in een miniserie of televisiefilm.

## Verhaal
Het verhaal speelt tijdens de Grote Depressie die plaatsvond in de jaren dertig. Hoofdpersonage Mildred Pierce scheidt van haar werkloze man en besluit zelf uit werken te gaan. Ze opent haar eigen restaurant, wat de spanningen tussen haar en haar verwende dochter doet toenemen en ze wordt verliefd op een andere man.

## Rolverdeling
- Kate Winslet als Mildred Pierce
- Guy Pearce als Monty Beragon
- Evan Rachel Wood als Veda Pierce
- Morgan Turner als jonge Veda Pierce
- James LeGros als Wally Burgan
- Melissa Leo als Lucy Gessler
- Brian F. O'Byrne als Bert Pierce
- Mare Winningham als Ida Corwin
- Hope Davis als Mrs. Forrester